# Saint-Paul-Trois-Châteaux
Saint-Paul-Trois-Châteaux este o comună în departamentul Drôme din sud-estul Franței. În 2009 avea o populație de 8.590 de locuitori.

## Evoluția populației
| An        | 1975  | 1982  | 1990  | 1999  | 2006  | 2009  |
| --------- | ----- | ----- | ----- | ----- | ----- | ----- |
| Populație | 4.349 | 6.412 | 6.789 | 7.277 | 8.214 | 8.590 |